# ماريا دل كارمن (مسلسل)
ماريا دل كارمن مسلسل مكسيكي مدبلج إلى العربية، يتكون من 112 حلقة بالدبلجة و135 حلقة بالنسخة الأصلية أنتج من قبل مؤسسة telenovela في سنة 2000 وعرض في الشرق الأوسط على قناة الجزائرية 3 في سنة 2003.

## القصة
كريستينا الفاريز امرأة شابة وجميلة، سيفيريانو الفاريز والد كريستينا، هو رجل غني ويملك مزرعة كبيرة فيلاهيرموسا وصاحب نفوذ في قرية فيلاهيرموسا، دييغو هرنانديز يعمل مشرف العمال في مزرعة سيفيريانو وهو رجل قوي ووسيم، يقع في حب كريستينا وهي أيضاً تبادله مثل الشعور لكنها تقع في الخطيئة معه وتحمل منه وفي وقت لاحق يكتشف علاقتها أبيها مع دييغو، سيفيريانو يريد قتل أبنته بسبب العار لكن كريستينا تخبره بأنها حامل من دييغو..
سيفيريانو قام بأرسال أبنته كريستينا وأبنة خادمتهم راكيلا إلى العاصمة، راكيلا هي شريرة تحقد على كريستينا لكن الأخرى تحسبها صديقتها. فيديريكو ريفيرو مساعد سيفيريانو في العاصمة وهو رجل شرير وقاسي وطماع. فيديريكو يقع في حب كريستينا لكن كرستينا تكرهه أما راكيلا فهي تعشق فيديريكو وتشعر بالحقد أتجاه كريستينا. بعد فترة، تلد كريستينا وتنجب فتاة وتطلق عليها اسم ماريا دل كارمن، سيفيريانو يعطي الفتاة راكيلا مع قليلا من المال ويأمرها بأن تتبناها. فيديريكو يتزوج من كريستينا رغماً عنها ويتوفى والدها سيفيريانو وهم عائدين إلى القرية يحصل حادث متعمد من فيديريكو يريد موتها لكن الحادث يؤدي إلى عمى كريستينا وذلك من أجل الحصول على ثروتها. وعند أستقرارهم في القرية يقوم فيديريكو بقتل دييغو حبيب كريستينا كي لايعودا لبعضهما. كريستينا وأمها تعيش في قرية فيلاهيرموسا تحت سيطرة فيديريكو وبنفس المنزل الذي تعيش فيه طفلتها ماريا دل كارمن وقد أصبحت عرابتها.
تمر 15 سنة، فيديريكو سعيد لوصول ابن شقيقة كارلوس مانويل إلى فيلاهيرموسا وهو شاب جميل ووسيم وقد أصبح دكتور تخرج بدراستة الطب في الخارج والحقيقة أن كارلوس مانويل أبن فيديريكو من خادمته لكنه قام برعايته ومسؤؤل عنه. كارلوس مانويل يقع في حب ديبورا فالكون، دون معرفته بأنها عشيقة فيديريكو، وعند أكتشاف فيديريكو بعلاقة أبنه مع عشيقته يحاول منع العلاقة لكن ديبورا لعينة وشريرة تعاشر الأب والأبن. ماريا دل كارمن تقع في حب كارلوس مانويل، لكن هو الأخر يقع في حبها لاحقاً بعد أكتشافه حقيقة ديبورا وحقيقة والده وأكتشافة أيضاً حب ماريا دل كارمن له. ديبورا لن تستسلم فهي تتعرض لهما دائماً, أما فيديريكو يقع في حب ماريا دل كارمن ويحاول تفريقها عن كارلوس مانويل.
كارلوس مانويل يستقبل صديقه دكتور العيون لويس انخيل روبلز ويعرفه على كريستينا ليرى حالتها. لويس أنخل يقع في حب كريستينا سراً
ويصبح له دافعاً أن يقوم بعمل عملية لعيون كريستينا، وبالفعل يقوم بفعل العملية والتحقق النجاح. كريستينا تتظاهر أنها لاترى لكي تكشف كل من حولها، كشفت أسرار كثيرة عن فيديريكو وعن راكيلا وعن حب الدكتور لويس انخل لها وتقع كريستينا في حبه. فيديريكو يحاول الأعتداء على كريستينا لكنها تدافع عن نفسها مما أدى إلى كشفها بأنها ترى، بعدها تحدث أمور كثيره.
وفي النهاية يتظاهر فيديريكو بأنه توفي لكنه يرجع لقتل كريستينا وهناك تقتله راكيلا بسبب تركها بعد أن كانت عشيقته وقد وعدها بالزواج فقررت الأنتقام. أما ماريا دل كارمن وكارلوس مانويل ينتهي حبهم بالزواج وأنجاب طفله جميلة، كريستينا تعيش من جديد وبحب جديد مع الدكتور لويس انخل.
هذه القصة المدهشة لأنها ستأخذنا إلى الكثير من المفاجآت والعواطف الجميلة، مفسحاً الطريق إلى الحب الحقيقي.

## الأبطال
- Aracely Arámbula... Maria del Carmen Campusano
- Fernando Colunga... Dr. Carlos Manuel Rivero
- Victoria Ruffo... Cristina Álvarez Rivas de Rivero
- César Évora... Don Federico Rivero
- Nailea Norvind... Deborah Falcon
- Arnaldo André... Dr. Angel Luis Robles
- Roque Casanova... Dr. Silva
- Joaquín Cordero... Don Severiano Álvarez
- Helena Rojo... Damiana Guillen
- Emilia Guiú... Flora
- Carmen Salinas... Celia Ramos
- Pablo Montero... Jose Maria Montes
- Rossana San Juan... Raquela Campusano
- René Casados... Fernando Joaquín Bravo
- Lilia Aragón... Efigenia De La Cruz
- Dacia Arcaráz... Gema
- Raúl Buenfil... Dandy
- Ricardo Chávez... Motor
- Aurora Clavel... Vicenta
- Eduardo Cuervo... Jorge
- Eduardo de la Peña... Casimiro
- Jorge De Silva... Abel 'Abelito' Ramos
- Humberto Elizondo... Bernal Orozco
- José Antonio Ferral... Fayo Ruiz
- Dacia González... Candelaria Campusano
- Ignacio Guadalupe... Benito
- Paco Ibáñez... Juancho
- Toño Infante... Eulogio Rojas
- Fabián Lavalle... Dr. Fabian Anaya
- Toño Mauri... Father Moisés
- Alicia Montoya... Gumersinda
- René Muñoz... Regino
- Eduardo Noriega... Francisco 'Pancho' Montes
- Rosita Pelayo... La Guera
- Rosita Quintana... Eduviges De La Cruz y Ferreira
- Sergio Reynoso... Hernan Munoz
- Esther Rinaldi... Nieves Munoz
- Osvaldo Ríos... Diego Hernandez
- Eduardo Rodríguez... Max
- Tina Romero... Jacinta
- Pedro Romo... Apolinar

## روابط خارجية
- ماريا دل كارمن على موقع IMDb (الإنجليزية)
- ماريا دل كارمن على موقع نتفليكس (الإنجليزية)
- ماريا دل كارمن على موقع فيلمافينيتي (الإسبانية)
- ماريا دل كارمن على موقع كينوبويسك (الروسية)
- ماريا دل كارمن على موقع قاعدة بيانات الفيلم (الإنجليزية)